# Lophogaster manilae
Lophogaster manilae is een kreeftachtigensoort uit de familie van de Lophogastridae. De wetenschappelijke naam van de soort is voor het eerst geldig gepubliceerd in 1985 door Bacescu.